# 1540 Kevola
1540 Kevola è un asteroide della fascia principale del diametro medio di circa 44,18 km. Scoperto nel 1938, presenta un'orbita caratterizzata da un semiasse maggiore pari a 2,8500815 UA e da un'eccentricità di 0,0813782, inclinata di 11,96337° rispetto all'eclittica.
Porta il nome dell'Osservatorio di Kevola, situato a Paimio in Finlandia.